# VR.5
Pour les articles homonymes, voir VR et 5 (nombre).
VR.5 est une série télévisée américaine, en 13 épisodes de 44 minutes, créée par Adam Cherry, Geoffrey Hemwall, Michael Katleman, Jeannine Renshaw et Thania St John et diffusée entre le 10 mars 1996 et le 12 mai 1996 sur le réseau FOX.
En France, la série a été diffusée à partir 9 octobre 1997 sur Canal Jimmy. Rediffusion en 1999 sur Canal Jimmy.

## Synopsis
Sydney Bloom est une jeune technicienne travaillant pour une compagnie de téléphone, dont la passion est la réalité virtuelle. À la suite d'une manipulation accidentelle, elle accède au VR.5 qui lui permet de communiquer avec l'inconscient d'autres personnes. C'est alors qu'une mystérieuse organisation gouvernementale, la Commission, la contacte afin d'utiliser ses services car Sydney est la seule personne capable d'atteindre ce niveau de communication.

## Distribution
- Lori Singer : Sydney Bloom
- Michael Easton (VF : David Kruger) : Duncan
- Will Patton : Dr Frank Morgan
- Anthony Stewart Head : Oliver Sampson
- Tracey Needham : Samantha Bloom
- David McCallum : Dr Joseph Bloom
- Louise Fletcher : Nora Bloom
- George DelHoyo : Jackson Boothe
- Kimberly Cullum : Samantha Bloom, enfant
- Kaci Williams : Sydney Bloom, enfant
- Richie Fenner : Duncan, jeune
- London Vale : la fille au chewing-gum

## Épisodes
1. Le Voyage virtuel (Pilot)
2. Docteur Folenfant (Dr. Strangechild)
3. Petite Sœur (Sisters)
4. Amour et Mort (Love and Death)
5. La Cryogénie (5D)
6. Prisonnière (Escape)
7. Un souvenir brûlant (Facing the Fire)
8. Le Choix de Simon (Simon's Choice)
9. L'Ange (Send Me An Angel)
10. Le Preneur d'otage (Control Freak)
11. Les Visages d'Alex (The Many Faces of Alex)
12. Vies parallèles (Parallel Lives)
13. Retrouvailles (Reunion)

## Commentaires
Malgré l'originalité des scénarios et la qualité des effets spéciaux, cette série n'a pas convaincu le public et s'est arrêtée prématurément après treize épisodes.